# Égliseneuve-d'Entraigues
Égliseneuve-d'Entraigues é uma comuna francesa na região administrativa de Auvérnia-Ródano-Alpes, no departamento Puy-de-Dôme. Estende-se por uma área de 57,83 km². Em 2010 a comuna tinha 356 habitantes (densidade: 6,2 hab./km²).